# Цоцо Цоцов
Цоцо Николов Цоцов (Камен) е български партизанин, офицер, генерал-полковник.

## Биография
Роден е на 17 декември 1926 година в ловешкото село Бежаново. От 1941 г. е член на РМС, а от 1944 г. и на БКП.
Участва в Съпротивителното движение по време на Втората световна война. Партизанин в Партизански отряд „Христо Кърпачев“ от 20 юли 1943 година, за което е осъден задочно на смърт по ЗЗД.  Командир на чета в партизански отряд „Васил Левски“. През 1944 година става член на БКП.
След 9 септември 1944 година постъпва в Българската армия. Завършва Военното училище в София, Бронетанковата военна академия и Военната академия на Генералния щаб на СССР. В отделни периоди е началник на Оперативния отдел на бронетанковото управление и командващ поделение. От март 1955 г. е заместник-командир на тринадесета танкова бригада. От 1956 до 1962 е командир на тринадесета танкова бригада, базирана в Сливен. Към 1965 г. е командир на седемнадесета мотострелкова дивизия. В периода 14 юли 1975 – 30 декември 1981 година е командир на Втора армия. До 1982 г. е член на бюрото на Окръжния комитет на БКП в Пловдив. През 80-те години е заместник-началник на Генералния щаб на българската народна армия. Кандидат-член е на ЦК на БКП. Награждаван е с орден „Георги Димитров“.
Почетен гражданин на град Луковит от 2004 година. 